# The Preacher's Son (album)
The Preacher's Son è il quarto album in studio del rapper haitiano Wyclef Jean, pubblicato nel 2003.

## Tracce
1. Intro – 0:29
2. Industry – 3:03
3. Party to Damascus (featuring Missy Elliott) – 4:03
4. Celebrate (featuring Cassidy & Patti LaBelle) – 4:19
5. Baby Daddy (Featuring Redman) – 4:01
6. Three Nights In Rio (featuring Carlos Santana) – 4:03
7. Class Reunion (featuring Monica) – 3:52
8. Baby – 4:08
9. I Am Your Doctor (featuring Wayne Wonder & Elephant Man) – 4:09
10. Linda (featuring Carl Restivo) – 4:11
11. Take Me As I Am (featuring Sharissa) – 4:18
12. Grateful – 3:38
13. Next Generation (featuring Rah Digga & Scarface) – 4:40
14. Rebel Music (featuring Prodigy) – 3:57
15. Who Gave The Order (featuring Buju Banton) – 4:23
16. Party By The Sea (featuring Buju Banton & T-Vice) – 3:52
17. Party to Damascus (Remix; featuring Missy Elliott) – 4:03